# Никола-Ленивец
Нико́ла-Лени́вец — деревня в Дзержинском районе Калужской области, расположенная на реке Угре. Ниже по течению расположена деревня Звизжи, а севернее — деревня Кольцово. Никола-Ленивец является особо охраняемой природно-исторической территорией в составе Национального парка «Угра», образованного в 1992 г.

## История
На берегах Угры произошло не одно знаменитое сражение. Название Никола-Ленивец произошло после одного из них. Легенда гласит: в канун дня Святого Угодника Николая на поселение напал враг с другого берега Угры. История не зафиксировала, были ли это татаро-монгольские воины или литовские рыцари, но внезапное вторжение рассеяло местных жителей. Они предпочли поражению временное бегство, тем самым сохранив поселение. Враг, почувствовав легкую победу, предался пиршеству и потерял бдительность — «обленился». Дружина же собралась в окрестных лесах и на рассвете разгромила войско неприятеля. С тех пор (по устным преданиям) поселение было названо Николой — в честь Николая Чудотворца, в чей день и под покровительством которого произошла победа. Ленивец — в память о победе и в силу того, что само место традиционно располагает к лени и праздности.
В последующие века в момент укрепления государственности России река Угра стала важным стратегическим объектом, на левом берегу которой возводились форпосты, призванные отражать набеги неприятеля. В народе река называлась «Поясом Пресвятой Богородицы». В 1480 г. Никола-Ленивец оказался в центре Великого стояния на реке Угре, которое положило конец монголо-татарскому игу.
Сегодня на территории Городища возобновляются раскопки. Ведется научно-исследовательская работа по изучению наследия. В краеведческом музее можно увидеть орудия охоты, труда и быта той эпохи.

## Храм Пресвятой Троицы

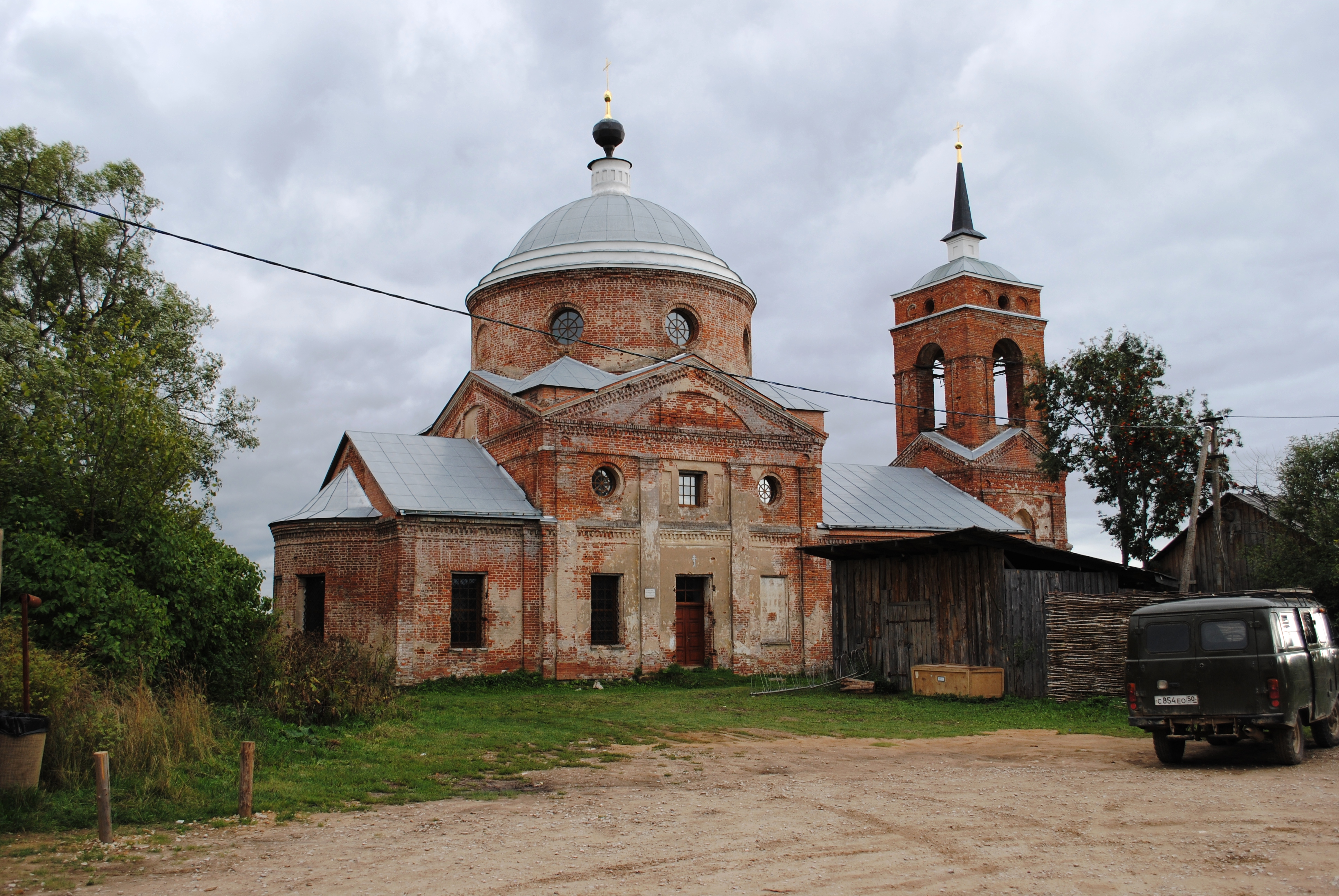

В честь победы над татарами была построена деревянная часовая, которую в начале XIX века заменил большой каменный храм в честь Пресвятой Троицы, на долгие годы ставший самым значительным архитектурным, художественным и духовным центром. Церковь построили в 1802 г. на средства местного помещика Никиты Алексеевича Муромцева. Для производства кирпича на возведение стен храма был разработан глиняный карьер, и на склонах поселения устроены печи для обжига кирпича, который на повозках доставлялся к месту строительства. Также на месте были созданы мастерские по производству кованых металлических изделий и резных деревянных элементов декоративного оформления здания. На картах той эпохи населенный пункт Никола — Ленивец обозначен символом от 2 000 до 10 000 жителей.
С приходом советской власти структура жизни изменилась. Служба в храме была запрещена, церковные ценности вывезены; иконостас разрушен, колокола сброшены и увезены на переплав, священник репрессирован. Центр общественной жизни был перемещен в деревню Звизжи. Великая Отечественная война добавила разрушений. Немцы взяли без боя эти места. Уходя в 1943 г., они сожгли все жилые дома, но церковь оставили.
C 2000—2003 года по инициативе и под руководством архитектора Василия Щетинина была осуществлена реконструкция Троицкого храма по проекту архитектурного бюро «Терра».
В настоящий момент (август 2025 г.) церковь частично открыта.

## Арт-парк «Никола-Ленивец»

Вид на Никола-Ленивец с Ротонды Бродского

В 2011 году предприниматель Максим Ноготков приобретает 612 га вокруг деревни Никола-Ленивец и основывает управляющую компанию проекта «Никола-Ленивец», центр территориальных инициатив «Архполис». В Никола-Ленивце появилось все необходимое для жизни и работы круглый год — гостевые дома, кемпинг и хостел, кафе и кинотеатр под открытым небом, велопрокат и WiFi.
С 2012 года в Николе-Ленивце проводятся «Ландшафтные мастерские». Французские архитекторы из бюро Wagon landscaping и преподаватели Версальской ландшафтной школы разработали концепцию парка «Версаль». Они предложили подход, который сочетает в себе проектирование с качественным погружением в территорию и каждый сезон приезжают в Никола-Ленивец, чтобы самостоятельно ухаживать за парком, развивать его при участии студентов и стажеров из России и Франции, а также делиться знаниями на практических семинарах в «Ландшафтных мастерских». К активному обучению в мастерских присоединятся практикующие специалисты в области ландшафтной архитектуры, студенты профильных вузов и люди, интересующиеся устойчивым развитием территории, сельским урбанизмом и экологическими агротехнологиями.
С 2013 года в Николе-Ленивце живут и работают музыканты и художники из разных стран. Центром творческой деятельности становится арт-хостел «Казарма», расположенный на самой высокой точке парка. Здесь одновременно живут известные артисты от разных дисциплин (музыка, фото, видео, дизайн) и кураторы основных арт-направлений Никола-Ленивца. Резиденция предполагает работу на результат в заданных рамках производственных процессов. Уникальный контент, который создают участники резиденции, будет представлен на фестивалях «Ночь Новых Медиа» и «Архстояние».
На территории бывшей механической базы в соседней деревне Звизжи создана производственно-творческая территория — «Стан», где расположилась мастерская Николая Полисского и «Никола-Ленивецких Промыслов».